# Portomarín
Portomarín település Spanyolországban, Lugo tartományban. Portomarín O Páramo, Paradela, Guntín, Monterroso és Taboada községekkel határos. Lakosainak száma 1286 fő (2024).

## Népesség
A település népessége az elmúlt években az alábbi módon változott:
| Lakosok száma | 2063 | 1991 | 1898 | 1796 | 1690 | 1624 | 1508 | 1471 | 1352 | 1286 |
|               | 2001 | 2004 | 2007 | 2009 | 2012 | 2014 | 2017 | 2019 | 2022 | 2024 |